# WTA San Marino
Das WTA San Marino (offiziell: San Marino Open) war ein Tennisturnier der WTA Tour, das in Stadt San Marino ausgetragen wurde.

## Siegerliste

### Einzel
| Jahr                   | Siegerin          | Finalgegnerin       | Ergebnis      |
| ---------------------- | ----------------- | ------------------- | ------------- |
| 1991                   | Katia Piccolini   | Silvia Farina       | 6:2, 6:3      |
| ↓ Kategorie: Tier V ↓  |                   |                     |               |
| 1992                   | Magdalena Maleewa | Federica Bonsignori | 7:63, 6:4     |
| ↓ Kategorie: Tier IV ↓ |                   |                     |               |
| 1993                   | Marzia Grossi     | Barbara Rittner     | 3:6, 7.5, 6:1 |

### Doppel
| Jahr                   | Siegerinnen                       | Finalgegnerinnen                | Ergebnis  |
| ---------------------- | --------------------------------- | ------------------------------- | --------- |
| 1991                   | Kerry-Anne Guse Akemi Nishiya     | Laura Garrone Mercedes Paz      | 6:0, 6:3  |
| ↓ Kategorie: Tier V ↓  |                                   |                                 |           |
| 1992                   | Alexia Dechaume Florencia Labat   | Sandra Cecchini Laura Garrone   | 7:66, 7:5 |
| ↓ Kategorie: Tier IV ↓ |                                   |                                 |           |
| 1993                   | Sandra Cecchini Patricia Tarabini | Florencia Labat Barbara Rittner | 6:3, 6:2  |